# Brenoux
Brenoux község Franciaország déli részén, Lozère megyében. 2011-ben 367 lakosa volt.

## Fekvése
Brenoux a Nize patak völgyében fekszik, 750 méteres (a községterület 729-1082 méteres) tengerszint feletti magasságban, Mende-tól 8,5 km-re délre, a Causse de Mende mészkőfennsík déli oldalán. A causse-on fekszik (1024 méteres magasságban) a Mende/Brenoux-i repülőtér.
Nyugatról Saint-Bauzile, északról Mende, keletről Lanuéjols, délről pedig Saint-Étienne-de-Valdonnez községekkel határos.
A megyeszékhellyel (az 1084 m magasan fekvő Croix Neuve-hágón keresztül) a D25-ös, Saint-Bauzile-lel (3,5 km) és Lanuéjols-lal (4,5 km) a Nize-völgyben haladó D41-es megyei út köti össze.
A községhez tartozik Le Lac, Malaval, Venède és Langlade. A lakosság legnagyobb része Langlade-ban lakik.

## Története
Brenoux a történelmi Gévaudan tartományhoz tartozott. Egyházközségét 1123-ban II. Kallixtusz pápa bullája említi először. A korábban csökkenő népességű falu lakosságszáma az 1970-es évek óta újra növekszik, a közeli megyeszékhelyről ideköltözők révén.

### Demográfia
| Év   | Lakosság |
| ---- | -------- |
| 1793 | 500      |
| 1851 | 381      |
| 1876 | 309      |
| 1901 | 321      |
| 1936 | 224      |

| Év   | Lakosság |
| ---- | -------- |
| 1946 | 211      |
| 1954 | 191      |
| 1962 | 186      |
| 1968 | 173      |

| Év   | Lakosság |
| ---- | -------- |
| 1975 | 148      |
| 1982 | 173      |
| 1990 | 260      |
| 1999 | 304      |
| 2010 | 361      |

## Nevezetességei
- A Saint-Martin templom 1844-1852 között épült.[2] A templom előtt álló kereszt 16. századi.
- La Tour de Langlade - egy régi földesúri kastély utolsó fennmaradt része 1692-ből.[3]
- Préfontaine-kastély
- A község területén számos 17-18. századi épület maradt fenn, a legrégebbi (Venède-ben) 1577-ben épült.[4]

## Kapcsolódó szócikk
- Lozère megye községei